# Ángela García de Paredes
Ángela García de Paredes (Madrid, 1958) is een Spaans architecte. Ze werd geboren in een architecten familie. De architect José María García de Paredes was haar vader en haar moeder, María Isabel de Falla, was de dochter van architect Germán de Falla en de zus van Manuel de Falla. Ze haalde in 1983 haar diploma in de architectuur aan de Hogere Technische School voor Architectuur van Madrid (ETSAM). In 2015 haalde ze haar PhD aan de Universidad Politécnica de Madrid.
In samenwerking met Ignacio García Pedrosa richtte ze in 1990 de Paredes Pedrosa studio op. Namens deze studio was zij verantwoordelijk voor het ontwerp van vele bouwwerken, in steden als Almería, Madrid en Coimbra. Daarnaast heeft zij gedoceerd aan talloze universiteiten over de hele wereld.
In 2007 won ze de Spaans Prijs voor Architectuur voor haar ontwerp van het Teatro Valle-Inclán in Madrid.

## Galerij

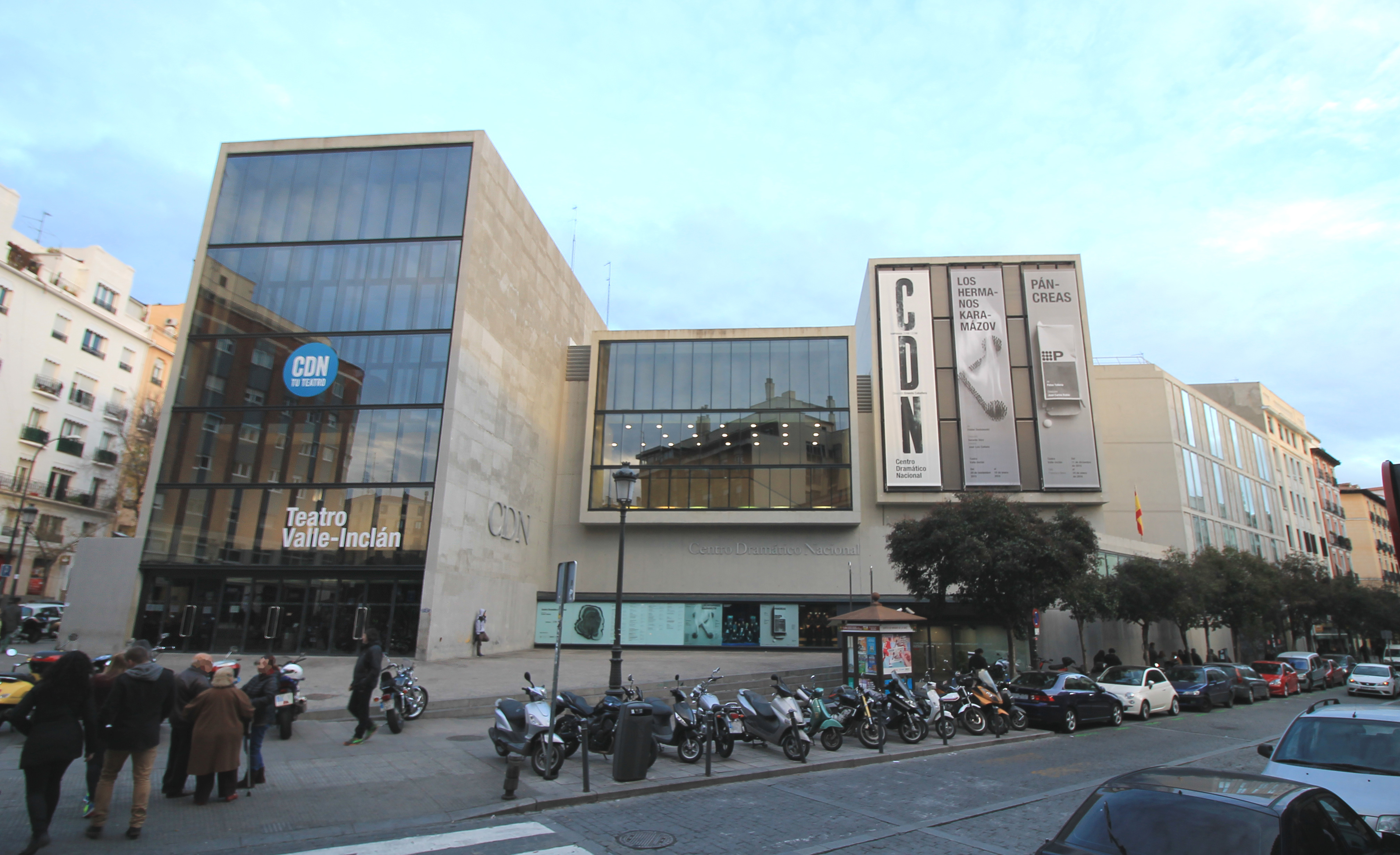
Teatro Valle-Inclán in Madrid
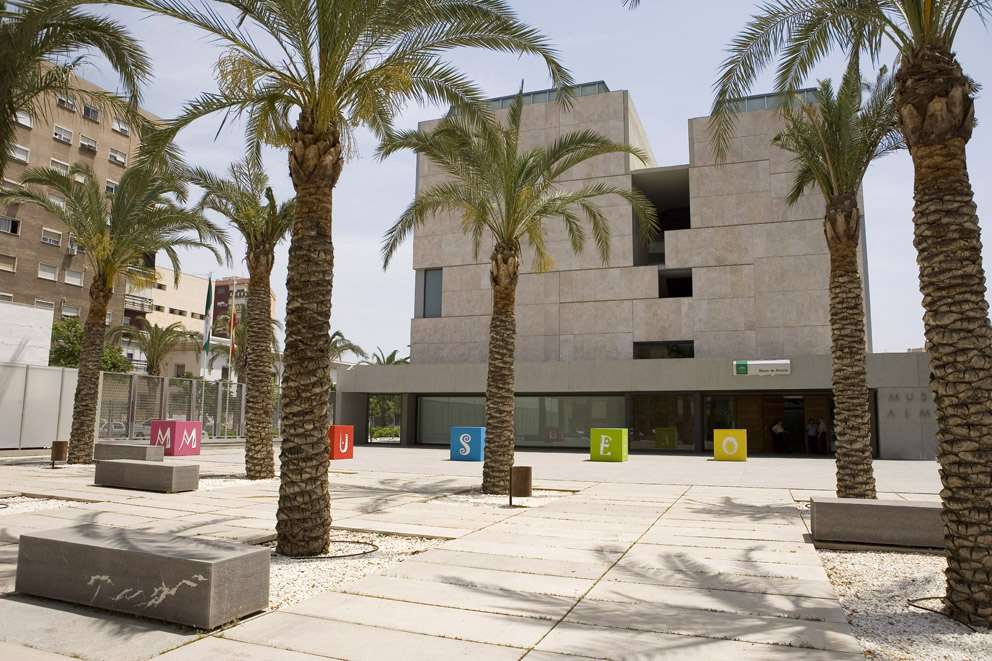
Museum van Almería in Almería
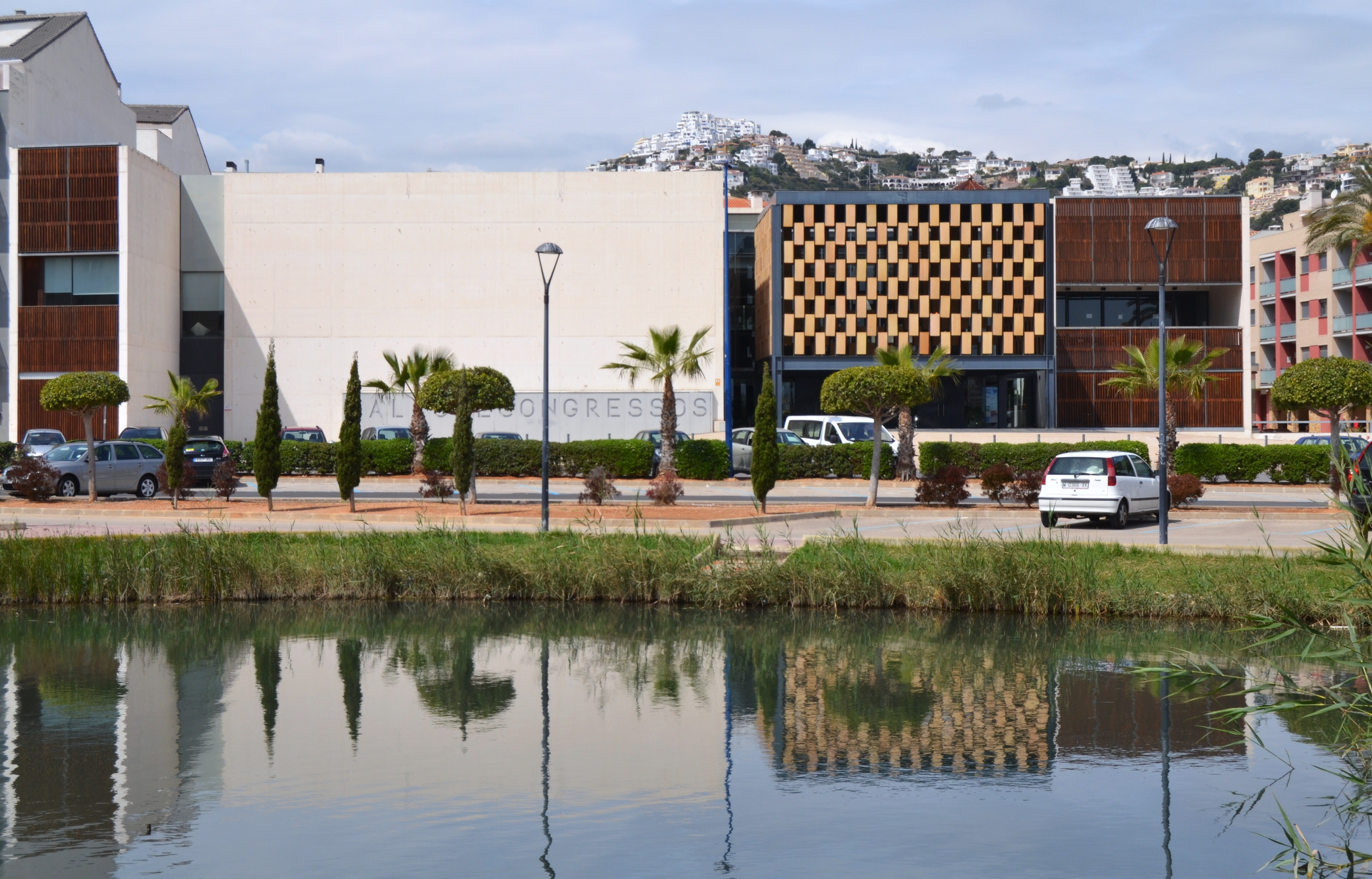
Palau de Congressos de Peniscola in Peñíscola
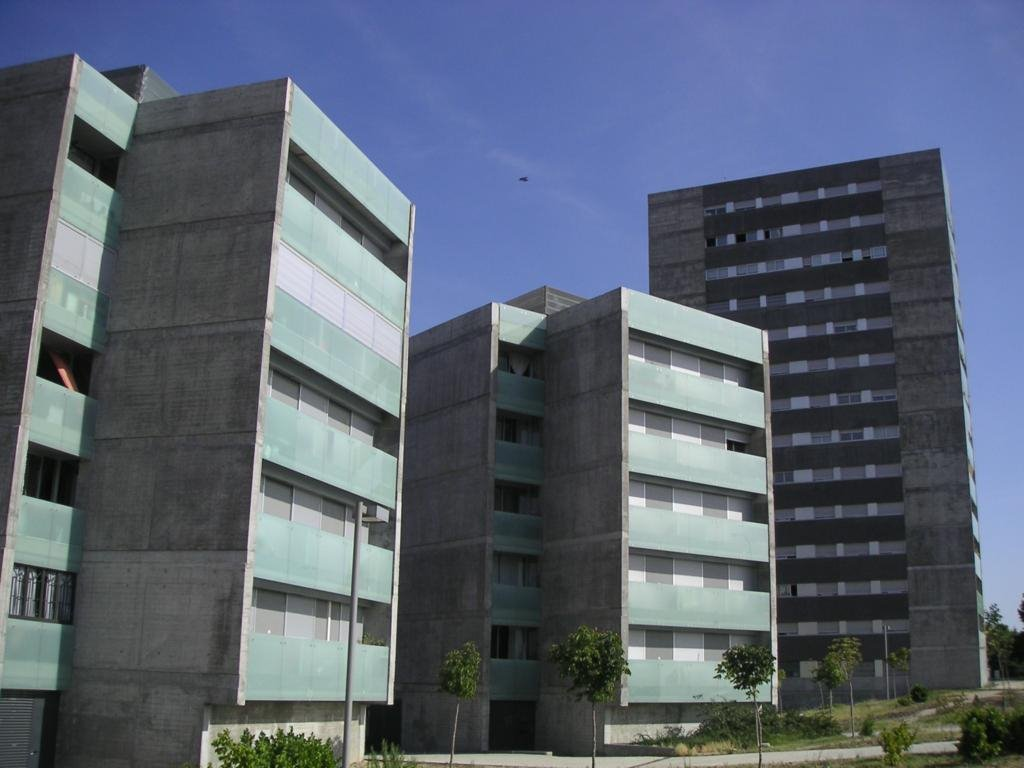
Pradolongo II in Madrid

- Gemeinsame Normdatei: 124452612
- International Standard Name Identifier: 0000 0000 3570 2628
- Library of Congress Control Number: n96090004
- Système universitaire de documentation: 171035607
- Union List of Artist Names: 500235690
- Virtual International Authority File: 38645129